# Petra Stephan
Petra Stephan verheiratet Schmidt (* 17. Februar 1954) ist eine ehemalige deutsche Tischtennisspielerin. Sie gewann dreizehnmal die DDR-Meisterschaft.

## Werdegang
Stephan vertrat die DDR mehrmals bei Jugend-Europameisterschaften und gewann dabei mehrere Titel. 1966 wurde sie Schüler-Europameisterin im Einzel. Zwei Jahre später gewann sie bei der Jugend-EM den Titel im Doppel mit Eva Löffler, im Mixed mit Norbert Drescher holte sie Silber. 1970 und 1972 kam sie im Doppel bis ins Halbfinale.
Bei den DDR-Meisterschaften holte sie dreizehn Titel, viermal im Einzel, fünfmal im Doppel und viermal im Mixed. Zudem stand sie vierzehnmal im Endspiel.
- 1968: Zweiter im Doppel mit Elke Richter, Zweiter im Mixed mit Wolfgang Vater
- 1969: Sieg im Einzel, Zweiter im Doppel mit Elke Richter, Zweiter im Mixed mit Heribert Zitzmann
- 1970: Zweiter im Doppel mit Elke Richter
- 1971: Zweiter im Einzel, Zweiter im Doppel mit Petra Pfleger
- 1972: Zweiter im Doppel mit Margit Engelmann, Zweiter im Mixed mit Wolfgang Viebig
- 1973: Sieg im Einzel, Sieg im Doppel mit Margit Engelmann, Zweiter im Mixed mit Wolfgang Viebig
- 1974: Zweiter im Einzel, Sieg im Doppel mit Margit Engelmann, Sieg im Mixed mit Wolfgang Viebig
- 1975: Zweiter im Doppel mit Margit Engelmann, Sieg im Mixed mit Wolfgang Viebig
- 1976: Sieg im Einzel, Sieg im Doppel mit Margit Engelmann, Zweiter im Mixed mit Wolfgang Viebig
- 1977: Sieg im Einzel, Sieg im Doppel mit Margit Engelmann, Sieg im Mixed mit Norbert Drescher
- 1978: Zweiter im Doppel mit Margit Engelmann, Sieg im Mixed mit Norbert Drescher
- 1980: Sieg im Doppel mit Karin Kromnik

Mit BSG Lokomotive Leipzig-Mitte wurde sie 1976/77 DDR-Mannschaftsmeister. 1975 und 1976/77 führte sie die DTTV-Rangliste an.
1969 wurde sie für die Weltmeisterschaft nominiert. Hier erreichte sie mit der DDR-Mannschaft Platz sieben. Im Einzel schied sie in der ersten Runde gegen Asta Godrajtite (UdSSR) aus. Im Doppel war sie zusammen mit Asta Godrajtite (UdSSR) am erfolgreichsten von allen deutschen Damen. Im Viertelfinale verloren sie gegen Hwan Hwan Choi / Jung Sook Choi aus Südkorea. Zuvor hatten sie gegen Patty Martinez/Wendy Hicks (USA), Buchholz/Prell und Toshiko Kowada/Yasuko Konno (Japan) gewonnen.
Für ihre Leistungen wurde ihr 1976 die DTTV-Ehrennadel in Gold verliehen.
1980 spielte sie im Verein Aufbau Karl-Marx-Stadt, um 1988 bei Chemie Leuna, 2005 bei LSV Mörtitz.

## Privat
Im August 1977 heiratete Petra Stephan und trat danach unter dem Namen Petra Schmidt auf.

## Turnierergebnisse
| Verband | Veranstaltung                         | Jahr | Ort       | Land | Einzel    | Doppel        | Mixed     | Team |
| ------- | ------------------------------------- | ---- | --------- | ---- | --------- | ------------- | --------- | ---- |
| GDR     | Europameisterschaft                   | 1972 | Rotterdam | NED  | letzte 16 | Viertelfinale |           |      |
| GDR     | Europameisterschaft                   | 1970 | Moskau    | URS  |           | Viertelfinale |           |      |
| GDR     | Jugend-Europameisterschaft (Junioren) | 1968 | Leningrad | URS  |           | Gold          | Silber    |      |
| GDR     | Weltmeisterschaft                     | 1969 | München   | FRG  | Qual      | Viertelfinale | letzte 32 | 7    |